# Prionus kucerai
Prionus kucerai är en skalbaggsart som beskrevs av Alain Drumont och Komiya 2006. Prionus kucerai ingår i släktet Prionus och familjen långhorningar. Inga underarter finns listade i Catalogue of Life.